# Hommage à Apollinaire
Hommage à Apollinaire is een schilderij van Marc Chagall in het van Abbemuseum in Eindhoven in Nederland.
Hommage à Apollinaire is een dichterlijke verbeelding van de mens, geprojecteerd in een cirkel, het symbool voor de aarde en de kosmos. De mens is tweeslachtig en het vrouwelijk deel houdt een appel vast: een van de vele oudtestamentaire verwijzingen in Chagalls universum.
In de hoeken zijn de vier elementen verbeeld: vuur (een zon, linksboven), water (blauw rechtsboven), aarde (zwart rechtsonder) en lucht (wolken linksonder). Linksonder is een hart met een pijl geschilderd met daaromheen vier namen van mannen die Chagall hoogachtte en die tevens (de namen) de elementen symboliseren: (de Pools-Franse dichter Guillaume) Apollinaire (waarbij de letters air zijn uitgewist) voor lucht, (de Berlijnse galeriehouder Herwarth) Walden (woud) voor aarde, (de Franse dichter Blaise) Cendrars (cendre = as) voor vuur en (Apollinaires uitgever) Canuto (o = eau) voor water.
De cijfers in de cirkel lijken op de wijzerplaat van een klok te duiden; mogelijk is hiermee het element tijd bedoeld, als extra dimensie (geënt op de recente wetenschappelijke veronderstelling dat tijd de vierde dimensie zou kunnen zijn, gepostuleerd door de wiskundige Henri Poincaré en, in 1905, in Albert Einsteins Spezielle Relativitätstheorie). Het is geschilderd in 1912, toen Chagall in Parijs verkeerde in kringen van Kubisten en Orphisten, die op zoek waren naar nieuwe manieren om de ruimte uit te beelden en daarin het element tijd betrokken, soms in de vorm van muziek(instrumenten), soms in de vorm van dans of andere beweging.